# مرلستون كوم لتش (تشيشير)
مرلستون كوم لتش (بالإنجليزية: Marlston cum Lache)‏ هي قرية وأبرشية مدنية تقع في المملكة المتحدة في إنجلترا. يقدر عدد سكانها بـ 112 نسمة .